# Cantó de La Ròcha Focaud
El cantó de La Ròcha Focaud és un cantó francès del departament del Charente, situat al districte d'Angulema. Té 16 municipis i el cap és La Ròcha Focaud.

## Municipis
- Agrís
- Brie
- Bunzac
- Chasèlas
- Colgent
- Jauldes
- Marilhac
- Pranzac
- Ranconha
- Rivieras
- La Ròcha Focaud
- La Rocheta
- Sent Proget e Sent Constanç
- Taponac e Florinhac
- Vilonor
- Ivrac e Maleirand

| Data d'elecció                           | Identitat     | Partit                     | Qualitat |
| ---------------------------------------- | ------------- | -------------------------- | -------- |
| 1945-1970                                | M. Besson     | Divers gauche, després RGR |          |
| 1970-1982                                | M. Rambaud    | Divers gauche, després MRG |          |
| 1982-2001                                | Daniel Gascon | PS                         |          |
| 2001-                                    | Guy Branchut  | PS                         |          |
| les dades anteriors no són pas conegudes |               |                            |          |
|                                          |               |                            |          |